# Bill Hunter Trophy
Il Bill Hunter Trophy è stato un trofeo annuale assegnato al miglior marcatore  al termine della stagione regolare della World Hockey Association. Il trofeo fu chiamato in onore di Bill Hunter, il fondatore degli Edmonton Oilers.

## Vincitori
| Stagione | Giocatore     | Squadra                   | Punti |
| -------- | ------------- | ------------------------- | ----- |
| 1972-73  | André Lacroix | Philadelphia Blazers      | 124   |
| 1973-74  | Mike Walton   | Minnesota Fighting Saints | 117   |
| 1974-75  | André Lacroix | San Diego Mariners        | 147   |
| 1975-76  | Marc Tardif   | Quebec Nordiques          | 148   |
| 1976-77  | Réal Cloutier | Quebec Nordiques          | 141   |
| 1977-78  | Marc Tardif   | Quebec Nordiques          | 154   |
| 1978-79  | Réal Cloutier | Quebec Nordiques          | 129   |